# Австралийская зелёная черепаха
Плоскоспинная морская черепаха, или австралийская зелёная черепаха (лат. Natator depressus, Chelonia depressa) — вид морских черепах семейства Cheloniidae. Обитают в прибрежных водах континентального шельфа севера и северо-востока Австралии и у берегов Папуа — Новой Гвинеи. Питается морскими огурцами, моллюсками, медузами, креветками и прочими беспозвоночными животными, а также морскими водорослями. Находится под угрозой вымирания, занесена в Красную книгу.
Австралийская зелёная черепаха в сезон откладывает яйца 3—4 раза по 50—55 яиц. Яйца довольно большие, период инкубации — 55 дней. Гнездится каждые два-три года и только в Австралии. Мужские особи никогда не возвращаются на берег, так как спаривание происходит в море.
Длина карапакса у взрослых особей достигает 100 см. Весят меньше, чем многие другие морские черепахи — около 90 кг. Карапакс серо-оливкового цвета, плоский, имеет овальную или круглую форму, костяной, без гребней. Лапы кремово-белые с одним когтем.
Австралийская зелёная черепаха является единственными видом рода Natator.